# Nurmijärvi (sjö i Sysmä, Päijänne-Tavastland)
Nurmijärvi är en sjö i kommunen Sysmä i landskapet Päijänne-Tavastland i Finland. Sjön ligger 87,7 meter över havet. Arean är 69 hektar och strandlinjen är 7,86 kilometer lång. Sjön  ingår i Kymmene älvs huvudavrinningsområde.   Den ligger omkring 67 km norr om Lahtis och omkring 160 km norr om Helsingfors. 